# VHS (アサルトライフル)
VHSは、クロアチアのHSプロダクトが開発したブルパップ式アサルトライフル。設計は"Marko Vuković"が手がけた。2012年までにクロアチア軍全軍のツァスタバ M70を置き換える予定である。
使用弾薬は5.56x45mm NATO弾で、作動方式はショートストロークピストン式となる。また、スタンダードなVHS-D（写真のモデル）に加え、銃身を切り詰めて着剣機構とライフルグレネード発射機構を省略したVHS-Kというバリエーションが存在する。

## 概要
VHS自体の開発は、2005年から始まった。最初に登場した試作品では、IMI タボールAR21のレシーバーと後方フレームに、H&K G36のハンドガードとキャリングハンドルを継ぎ足したような外観だった。しかし、2008年12月に発表されたモデルでは、突如フランス軍のFA-MAS F1に酷似した形状となり、これがクロアチア軍制式ライフルとして採用された。フレーム全体は軽量なポリマーとなっており、射手に掛かる反動が軽減されている。ハンドガード前方にはレール取り付け用のネジ穴が存在し、マウントレールを装着することが可能。また、クロアチア軍に配備されたものはG36と互換性のある弾倉規格（クロアチア軍がG36を多数配備したため）に変更されており、キャリングハンドルもレールを備えるものに変更された。G36のスコープとドットサイトに酷似する照準器を使用しキャリングハンドル後端に取り付けられる。
2013年には発展型であるVHS-2が発表された。セレクター、ボルトストップが変更されたことで全ての操作系が左右兼用となり（ボルトハンドル、マガジンキャッチはもともと左右兼用）、排出口がレシーバー左側に追加されたことで排莢方向の変更が可能となった。ガスレギュレーターを追加し、ブルパップ式アサルトライフルとしては異例の前後長が可変のストックが追加された。メーカーはレールを備えるキャリングハンドルと照準器を内蔵するキャリングハンドルの二種類を用意しており、クロアチア軍は基本的にレールを備えるキャリングハンドルを使用している。
元々、クロアチア軍は1990年代に特殊部隊や海外派遣部隊にG36を供給していた。これはNATO加盟国との連携を強化するためでありツァスタバ M70が更新（初期のVHSも新型のVHS-2に置き換えられる予定である）される理由もNATO加盟国との連携を強化するためである。すでにクロアチア軍はVHSを制式採用して各部隊へ配備し、最終的に2012年までに6万丁が製造される計画が立てられている。
また、アメリカのスプリングフィールド・アーモリーからVHS-2の民間用バージョンである「ヘリオン」がリリースされている。

## 採用状況
- クロアチア: クロアチア軍がツァスタバM70を代替する標準装備として運用中。警察でも使用されている[2][3]。
- アルバニア: アルバニア警察が使用[4]。
- ボスニア・ヘルツェゴビナ: ボスニア連邦特別警察がVHS-K2を使用[5]。
- イラク: 約50000丁がイラク連邦警察、イラク地上部隊、緊急時対応部隊を含む特殊部隊で運用されている[4][6][7]。
- シリア[8]
- トーゴ: トーゴ軍が平和維持活動の為に約3000丁のVHS-2を導入[4]。

## 登場作品

### ゲーム
『PAYDAY 2』
DLC「Dragan Character Pack」で「Lion's Roar」としてVHS-2が追加。実銃よりも発射速度が速い。
『コール オブ デューティ モダン・ウォーフェアII』
『コール オブ デューティ モダン・ウォーフェアIII』
TEMPUS RAZORBACKという名前でVHS-2がMWⅡシーズン４にて追加。

## 画像

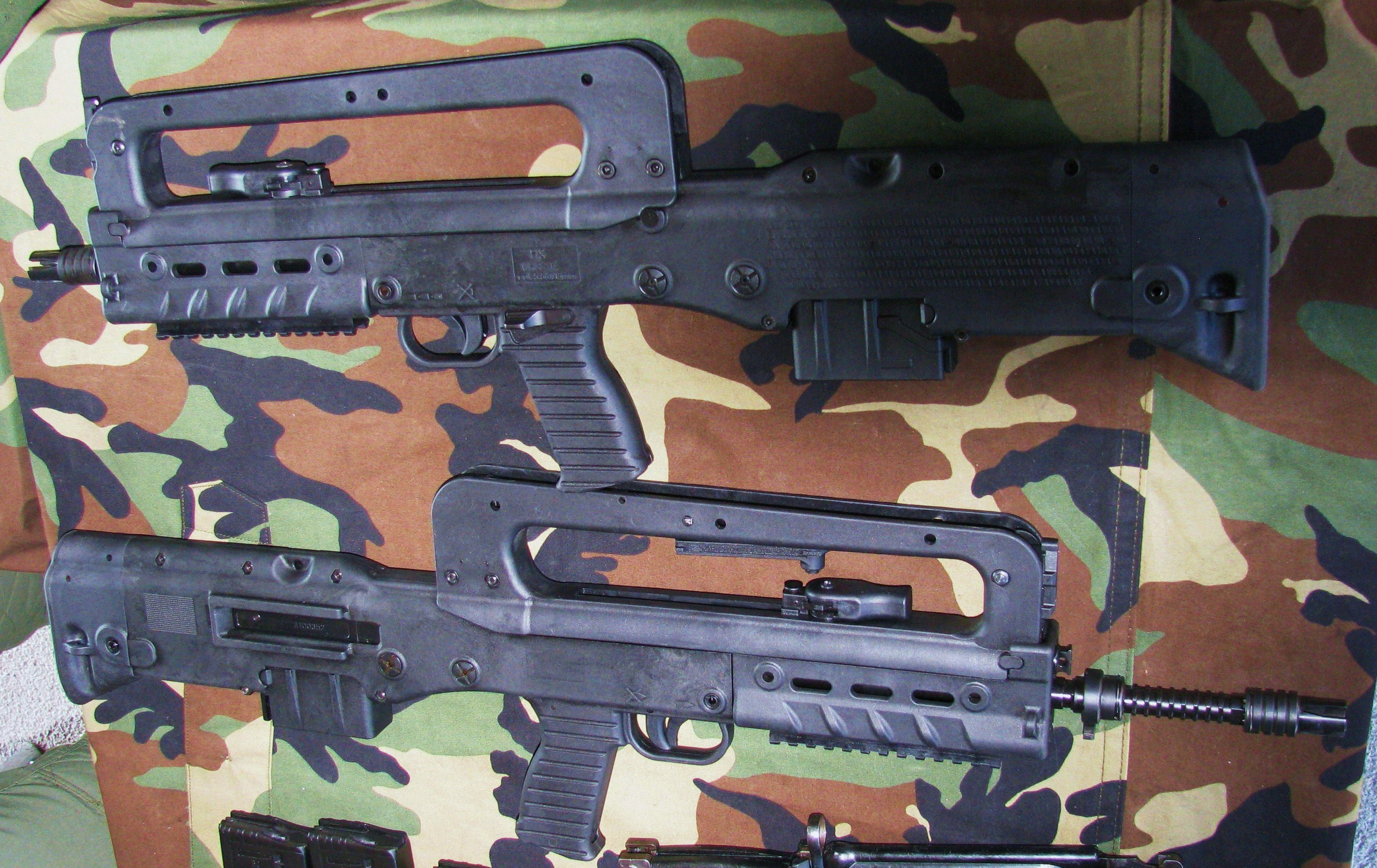
VHS-K（写真上）とVHS-D（写真下）
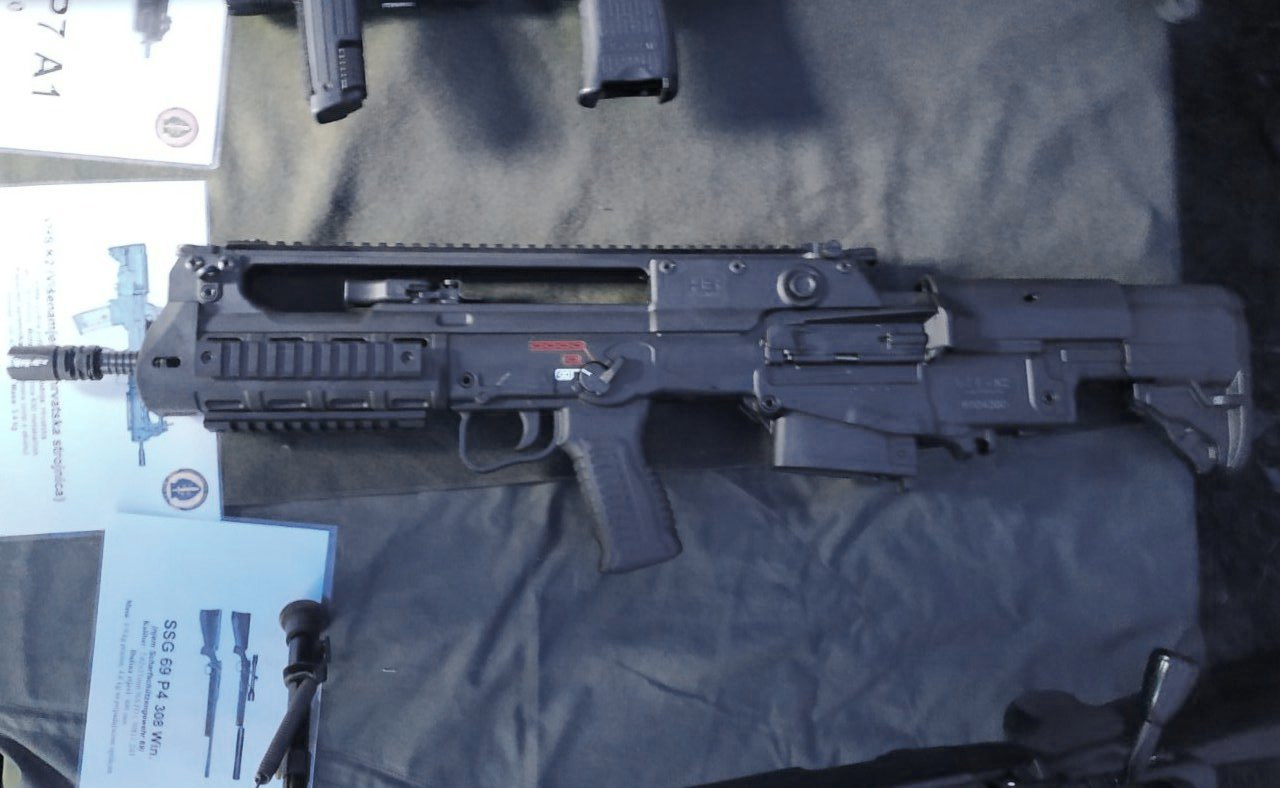
VHS-K2
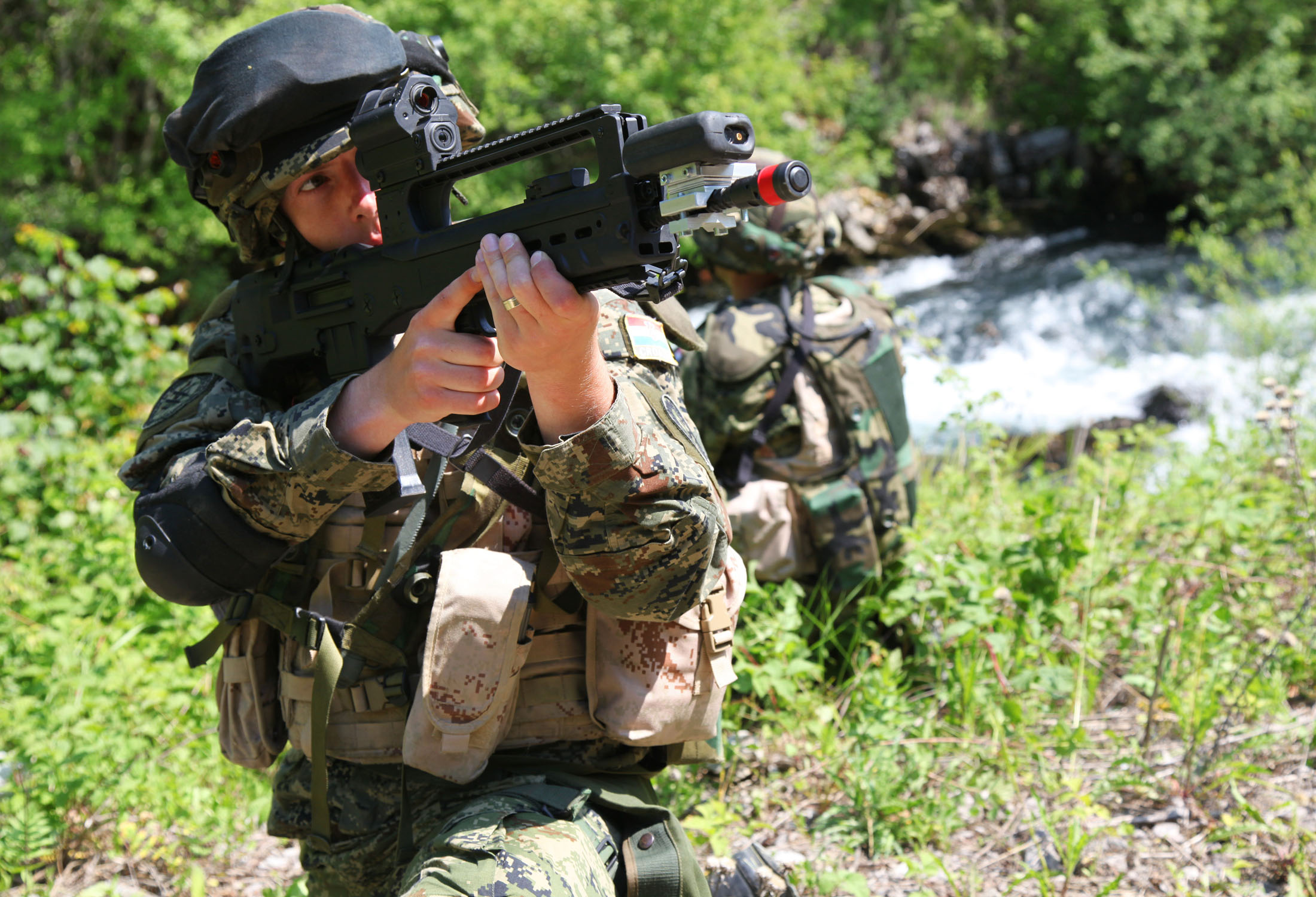
VHS-Dを装備したクロアチア軍兵士
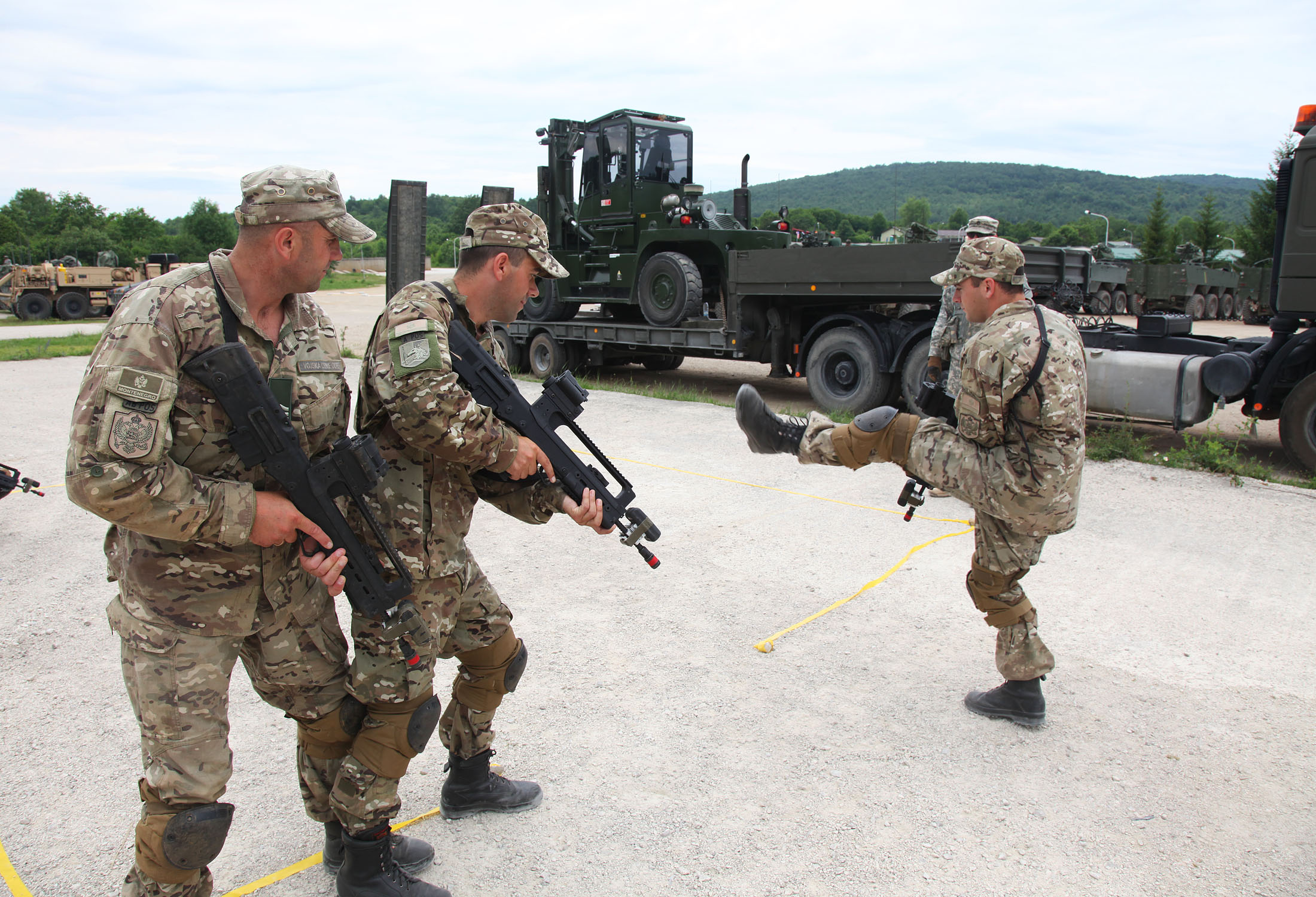
VHS-Dを装備して建物突入の動作を練習するモンテネグロ軍兵士
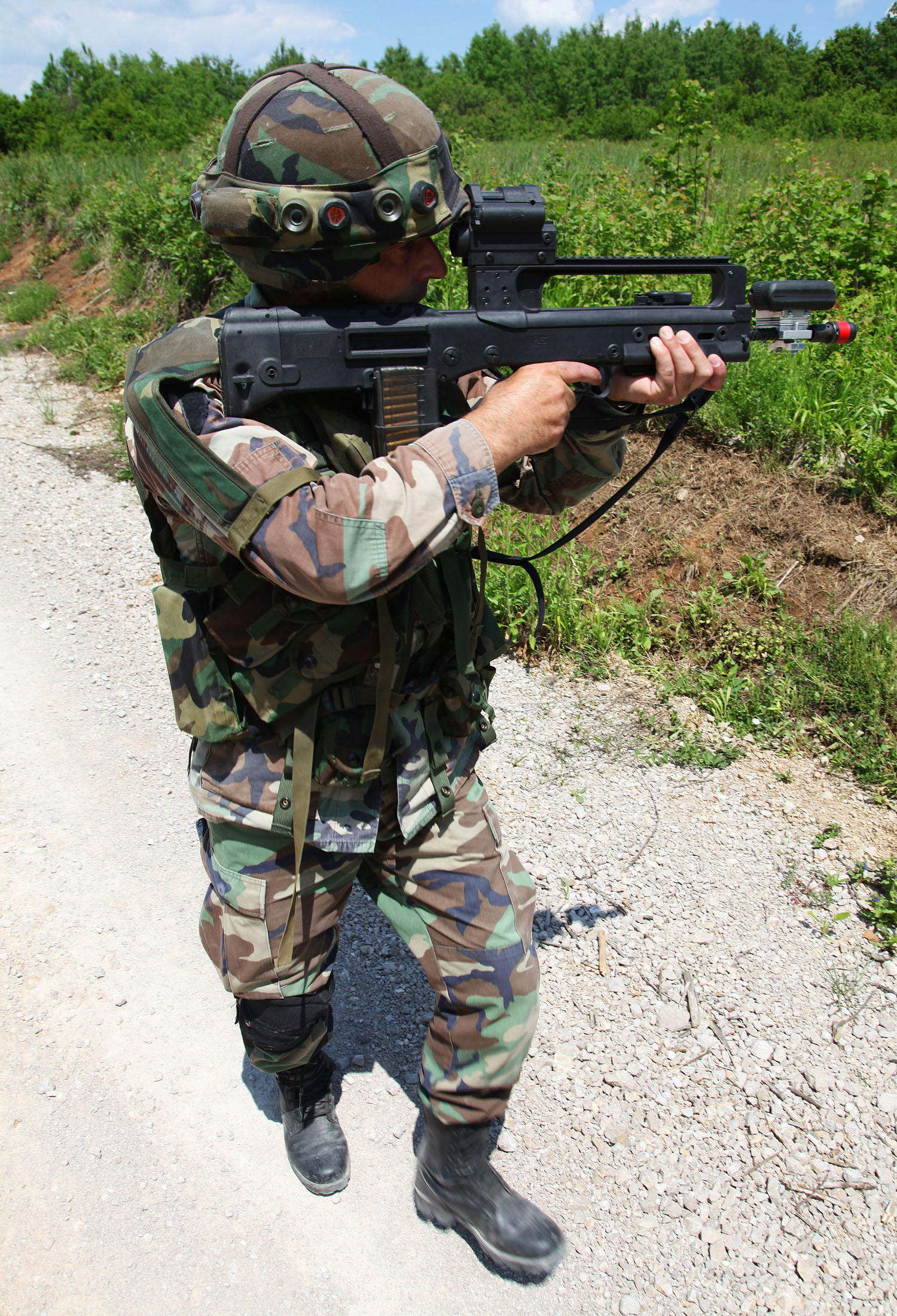
VHS-Dを装備したアルバニア軍兵士
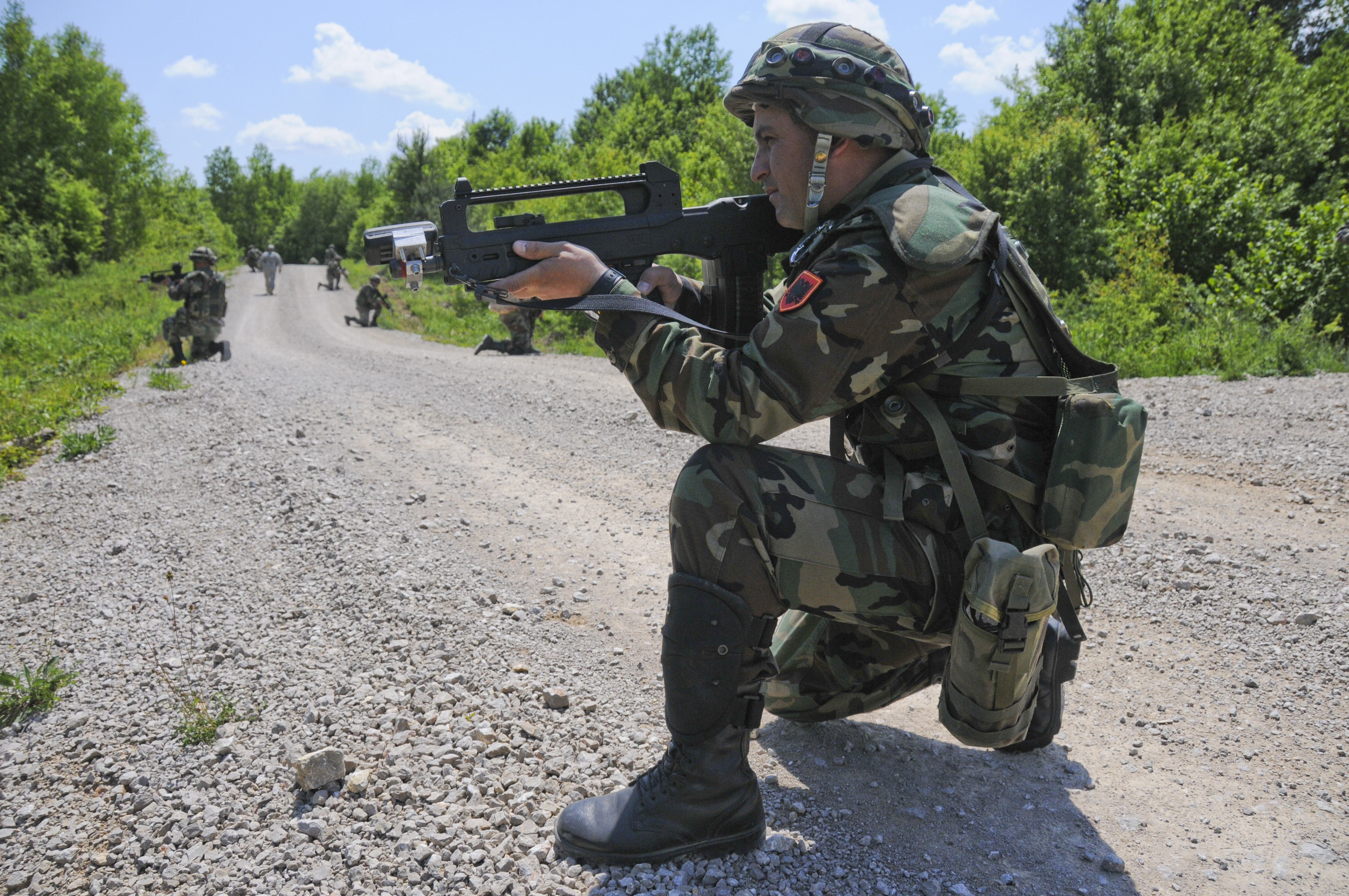
VHS-Kを装備したアルバニア軍兵士
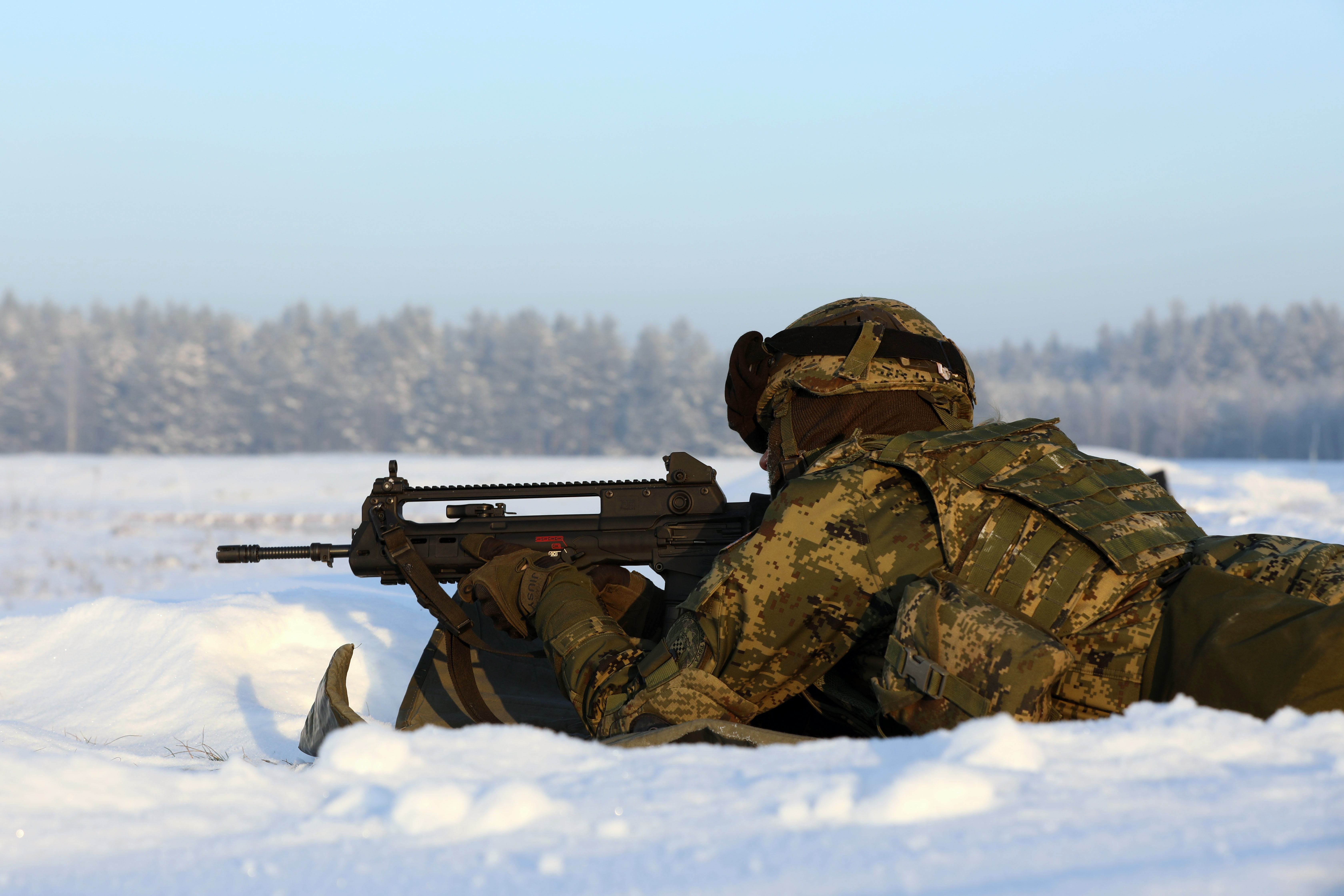
VHS-2で射撃訓練をするクロアチア軍兵士